# Dammbach
Dammbach là một đô thị thuộc huyện Aschaffenburg bang Bayern nước Đức